# 利奧坊·凱岸

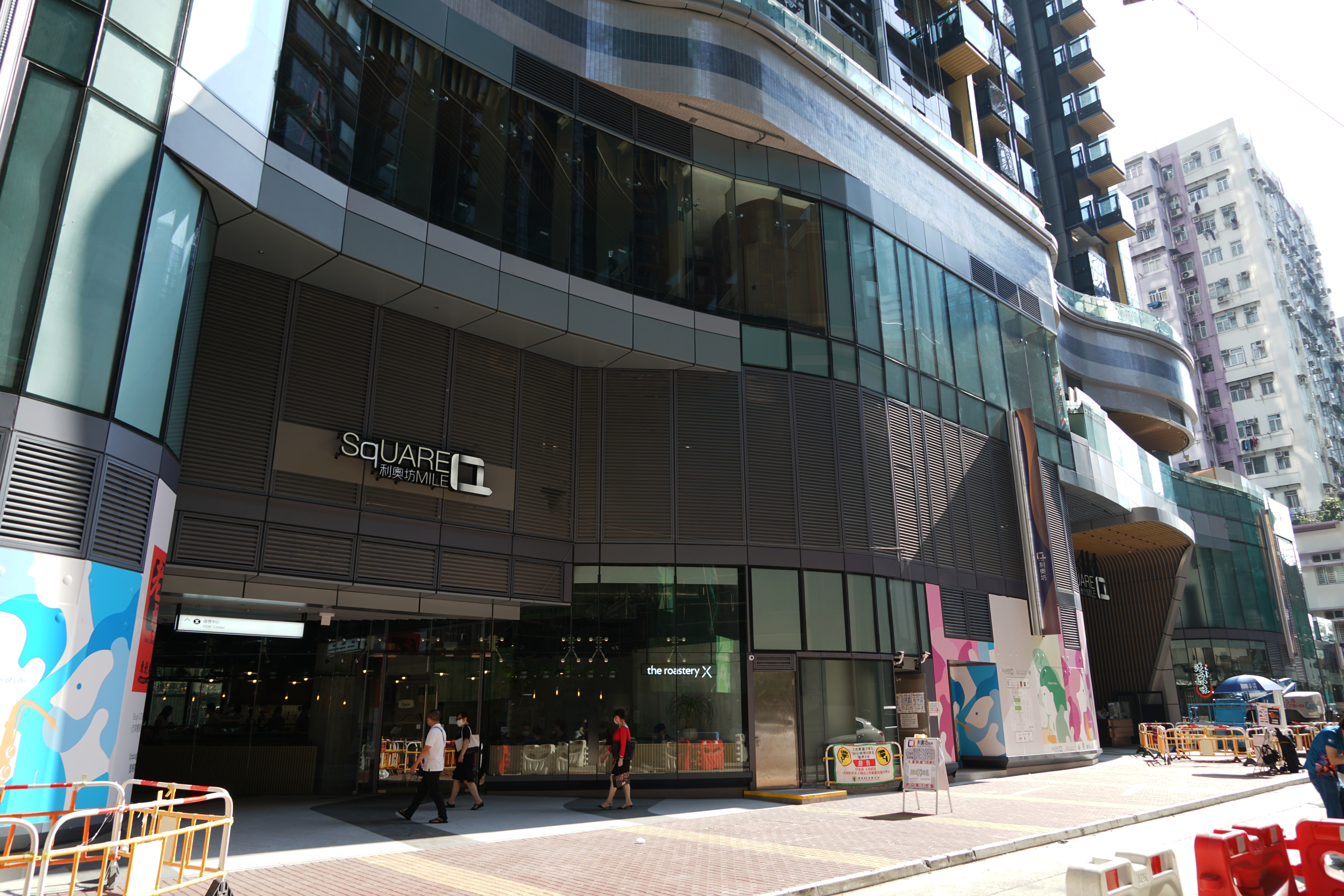
基座商場利奧坊二期

利奧坊·凱岸（英語：Cetus.Square Mile），是位於香港九龍油尖旺區大角咀嘉善街18號的新式單幢住宅。由恆基兆業發展，於2019年10月落成、2020年4月入伙。利奧坊系列暫時合共有7個項目，合共提供約100萬方呎樓面，利奧坊·凱岸為利奧坊系列的第二期項目。
利奧坊所在的油尖旺區及鄰近的深水埗區娛樂場所眾多，流動人口聚集，加上種種的歷史因素，貧窮、治安和衛生情況惡劣，一直惹人詬病，存在不少社區問題有待解決。
此大廈斜對面，是利奧坊·曦岸，亦即是已於2018年拆卸的海興大廈原址（角祥街2-16號及2A-16A號、利得街35-47號及福澤街32-44號），即2013年周凱亮弒父母之案發地點。樓盤名稱當中「凱」字，令人聯想。香港地政總署地理資訊地圖異常地將該址標示為 "WIP (Works in Progress) JAN 2023"，而非樓盤名稱。

## 歷史
利奧坊·凱岸原為嘉善街6個地段舊樓，範圍涵蓋嘉善街8至30A號，由恆基兆業於2012年開始申請強拍，其中5個地段在強拍前已完成收購，並於2014年7月以底價1.35億元投得最後一個地段，原址重建成為利奧坊·凱岸，於2018年6月開售，折實入場費為441萬元。物業預計在2020年2月落成。

## 簡介
利奧坊·凱岸為單幢式住宅，再細分第一、二座，提供514個單位。物業樓高29層（3至31樓，不包括4,13,14,24樓，5樓為庇護層），主要提供實用面積171方呎至632方呎的開房式至三房單位。

## 設施
物業設有會所，提供包括戶外泳池、健身室、宴會廳及空中花園等。
物業地下及1樓基座設有商場利奧坊二期，樓面約1.8萬方呎。

## 興建圖像

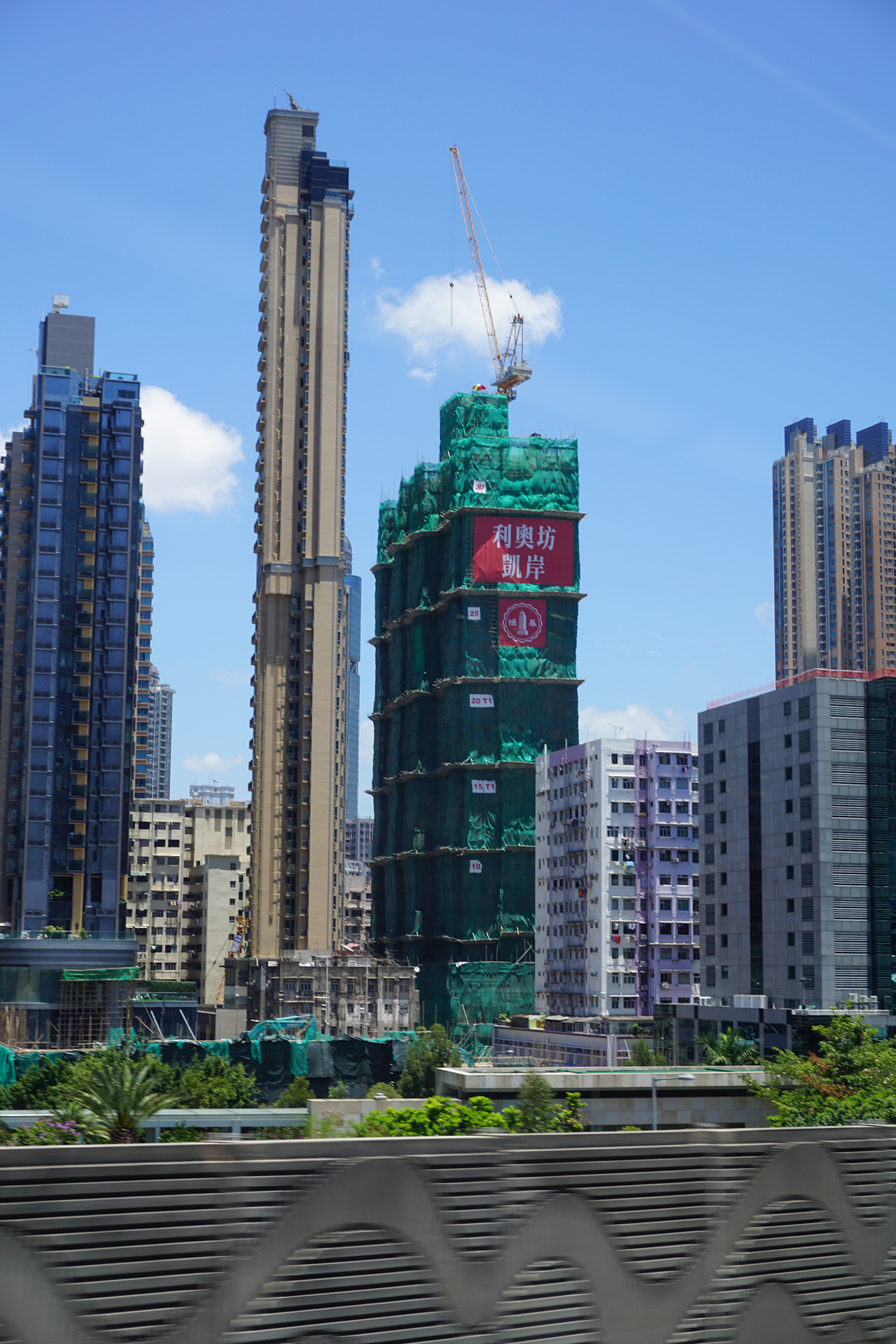
2018年5月

## 鄰近
利奧坊·凱岸鄰近港鐵奧運站、大角咀市政大廈及大型商場奧海城等。
- 匯豐中心
- 中銀中心
- 傲寓
- 奧城西岸
- 大同新邨
- 利奧坊·曉岸